# Тунч, Онно
Онно Tунч (полное имя — Oаннес Тунчбояджян, арм. Հովհաննես Թունջբոյաջյան, тур. Ohannes Tunçboyaciyan; 20 декабря 1948, Шишли, Стамбул — 14 января 1996, Армутлу, Ялова) — турецко-армянский музыкант, композитор и аранжировщик, исполнитель на бас-гитаре и контрабасe. Старший брат армянского музыканта Арто Тунчбояджяна.

## Биография

### Ранние годы
Онно Тунч родился в 1948 году в Стамбуле. Его музыкальный опыт начался с церковного хора «Hayrur Mangaz» (Сто учеников). Вскоре он должен был отказаться от учёбы в школе, чтобы пойти работать, чтобы прокормить семью.
Родившись в финансово ограниченной семье, он не мог позволить себе музыкальный инструмент, пока Ануш, мать своего друга Армана, купила сыну гитару, и один для Онно тоже. Онно быстро усвоив игру на гитаре, собрал музыкальную группу.

### Карьера
Он написал 175 песен и представлял Турцию во многих европейских музыкальных конкурсах. Его симфония «Су» была исполнена Стамбульским симфоническим оркестром.
Он сотрудничал с Хюлки Актунджем и Багданом Байдуром. Его песня «Sevince» была исполнена Нилюфер Юмлу и Назаром на конкурсе «Евровидение 1978».
В 80-х годах, он имел отношения с известной певицей Сезен Аксу, которые были и романтические и профессиональные. Как пара они поставили свои подписи к работам, которые открыли новые перспективы в турецкой поп-музыки, и такие альбомы как «Sen Ağlama» (Не плачь), Git (Иди), «Sezen Aksu’88» и «Sezen Aksu Söylüyor» (Сезен Аксу поёт) становятся очень популярными.
Младший брат Онно, Арто Тунчбояджян, работал с ним в течение 25 лет. Онно сильно вдохновлял брата, который посвятил Онно свой альбом «Онно» (1996), вместе с Ара Динкджяном. Во время своих концертов Арто Тунчбояджян часто надевает майки с надписями «ОNNO».

### Смерть
Онно Тунч умер 14 января 1996 года, когда его частный самолет, им же пилотируемый, разбился в плохую погоду на горе в Taздаг возле деревни Армутлу, близ города Ялова, на его пути из Бурсы в Стамбул. Вместе с ним на борту находились его друг Хасан Каник.
В 2002 году в память о нём был воздвигнут памятник на около места падения самолёта, близ центра города Ялова.

## Семья
- Джанан Атеш — бывшая жена
- Селин Тунчбояджян — дочь
- Айда Тунчбояджян — дочь
- Арто Тунчбояджян — брат

## Onno Tunç tribute
В 2007 году несколько известных турецких певцов и поп-групп собрались вместе и выпустили сборник «Onno Tunç Şarkıları» («Песни Онно Тунча»).